# Syntaxe de l'adjectif en français
Cet article concerne l'adjectif. Pour morphologie de l'adjectif, voir Morphologie de l'adjectif en français. Pour épithète d'un taxon, voir Nom binominal.
La syntaxe de l'adjectif affecte à cette catégorie un certain nombre de règles d'accord, ainsi qu'un rôle pouvant varier selon que cet adjectif est en position de noyau d'un syntagme adjectival ou en position de satellite. Dans ce second cas, l'adjectif peut être, soit satellite d'un nom ou d'un pronom (fonctions épithète ou apposition), soit satellite d'un verbe (fonction attribut).

## Accord de l'adjectif
Le français possède deux genres : le genre marqué utilisé pour le féminin et le genre non marqué utilisé pour le neutre, le masculin et parfois le féminin – comme au pluriel où on peut considérer que c'est le neutre qui englobe tout. 
L'adjectif s'accorde en général en genre et en nombre avec le mot qu'il qualifie.
- Lorsqu'il est satellite d'un nom ou d'un pronom, il s'accorde normalement avec celui-ci.
- Lorsqu'il est satellite d'un verbe (cas de l'attribut), il s'accorde normalement avec le nom ou le pronom dont il est attribut.
- Lorsqu'un adjectif qualifie plusieurs noms ou pronoms, cet adjectif est mis obligatoirement au pluriel. Si les noms ou pronoms appartiennent à des genres différents, le genre non marqué, qui comprend le neutre, le masculin et parfois le féminin, l'emporte et l'adjectif se met alors au genre non marqué pluriel : 
  - Une rose et un œillet odorants.
- Lorsque le mot qu'il qualifie est un pronom neutre, l'adjectif reste invariable (c'est-à-dire qu'il reste au genre non marqué singulier) : 
  - Cela est clair. Quelque chose nous a paru suspect.

Les qualificatifs « clair » et « suspect » (tous deux au genre non marqué singulier) sont attributs du sujet, respectivement des pronoms neutres « cela » et « quelque chose ».
- Les adjectifs de couleur restent invariables quand ils sont composés de plusieurs mots ou issus d'un nom : des blouses bleu ciel, des pantalons marron.
- Certains adjectifs de formation expressive restent invariables : baba, extra, gaga, riquiqui, rococo, sensas, super…
- L'adjectif bon marché est toujours invariable.

## Fonction épithète
Lorsque plusieurs qualificatifs sont épithètes d'un même nom, ces adjectifs peuvent être coordonnés à condition d'être tous placés du même côté : 
Des travaux coûteux, longs et pénibles. Un jeune et beau garçon.
Les adjectifs coûteux, longs et pénibles sont épithètes du nom travaux. Les adjectifs jeune et beau, sont épithètes du nom garçon.
Les règles qui régissent la postposition ou l'antéposition des épithètes sont plus ou moins strictes : certains adjectifs qualificatifs en fonction d'épithète sont plutôt postposés, d'autres sont plutôt antéposés, d'autres enfin, peuvent selon le contexte et le sens retenu être soit postposés, soit antéposés.
Divers facteurs, acoustiques (ou euphoniques : sonorité des mots enchaînés), syntaxiques (ordre, nombre et longueur des mots concernés) et sémantiques (éviter tout risque d'équivoque quant au sens), exercent des influences réciproques et parfois contradictoires dans le choix entre antéposition et postposition.

### Les deux catégories d'épithètes

#### Épithètes habituellement postposées
Un très grand nombre de qualificatifs épithètes sont généralement postposés : c'est le cas le plus courant. L'épithète postposée produit le plus souvent une caractérisation de nature objective et descriptive. C'est ainsi que sont ordinairement postposés : 
- Les qualificatifs de forme ou de couleur :

Un pantalon bordeaux ou anthracite ; des yeux bleus ; une cour carrée, un visage ovale.
Et non : « Un bordeaux ou anthracite pantalon ; de bleus yeux ; une carrée cour ; un ovale visage. »
- Les participes employés comme adjectifs, participes passés ou participes présents (adjectifs verbaux) :

Un pantalon déchiré ; un message inattendu ; des numéros gagnants.
Et non : Un déchiré pantalon ; un inattendu message ; de gagnants numéros.
- Les ensembles adjectivaux, qu'il s'agisse de mots composés (unifiés, composés ou locutions) ou de groupes (avec compléments d'adjectif) :

Un bijou porte-bonheur ; des objets bon marché ; un homme rouge de colère.
Et non : « Un porte-bonheur bijou ; de bon marché objets ; un rouge de colère homme. »
- Les adjectifs dont la caractérisation est de nature relationnelle et indiscutable, équivalent très souvent à un complément de nom :

Le discours présidentiel ; une ligne téléphonique ; une erreur grammaticale ; le peuple juif ; les pays chauds ; l'électricité statique ; une tragédie cornélienne ; l'Empire romain.
Équivalents de : Le discours du Président ; Une ligne pour le téléphone ; Une erreur de grammaire ; etc.

#### Épithètes habituellement antéposées
Un certain nombre d'adjectifs épithètes (généralement courts, et d'usage courant) sont habituellement antéposés : ils conservent en fait la place normale qu'ils avaient en ancien français. Il s'agit essentiellement des adjectifs suivants : autre, beau/bel, bon, brave, grand, gros, jeune, joli, mauvais, même, meilleur, moindre, petit, pire, vieux/vieil… :
Une petite maison entourée de vieux arbres.
L'épithète habituellement antéposée est le plus souvent ressentie comme non dissociable de son nom noyau, c'est-à-dire qu'elle forme presque avec ce dernier une véritable locution nominale associée à une unité signifiante (avec un sens spécifique, souvent figuré). 

Ainsi, l'épithète grand, satellite du nom homme, prendra en antéposition le sens de personne célèbre (« grand homme »), tandis qu'en postposition elle signifiera de grande taille (physique) (« homme grand »). Cependant, la même épithète antéposée, satellite non plus du nom homme mais du nom type, prendra le même sens que le contraire de petit (« grand type »). 

On peut donc dire que si grand homme est bien un syntagme nominal dont chaque élément conserve son sens propre indépendamment du sens de l'autre élément, homme grand et grand type sont déjà des locutions nominales indivisibles, avec une seule unité signifiante. 

Cette différence de sens selon la position de l'épithète disparait généralement quand l'adjectif devient apposé ou attribut.
L'épithète antéposée produit généralement une caractérisation de nature subjective, prenant souvent la forme d'un jugement de valeur. Le caractère de l'information est alors dit évaluatif : 
Un intrépide combattant.
C'est-à-dire : Un combattant que moi (énonciateur), je juge intrépide. Mais on dira : Un film intéressant, donc adjectif évaluatif postposé (à cause de l'adjectif verbal).
L'adjectif épithète petit par exemple, placé en antéposition, prend normalement le plus souvent une valeur familière, affectueuse, bienveillante, hypocoristique. C'est ainsi qu'on pourra dire : 
Un petit bébé. Boire un petit coup. Une petite maison…
L'ensemble petite maison désigne une maison, peut-être modeste par la taille, mais agréable et accueillante, tandis que maison petite désigne une maison de dimensions objectivement insuffisantes.
Quand l'épithète est antéposée, “de” est préféré à “des” :
Elle a des cheveux longs mais Elle a de longs cheveux

### Changements de position
Un grand nombre d'épithètes habituellement postposées peuvent difficilement changer de position, les participes passés notamment ou certains adjectifs monosyllabiques. Il est cependant possible, dans certains cas, de placer une épithète en position inhabituelle. Cette faculté sera fonction de différents types de considérations.

#### Considérations d'ordre euphonique
De manière générale, on cherchera à éviter tout hiatus, toute succession malencontreuse d'accents toniques, toute allitération malvenue. C'est ainsi que certains adjectifs épithètes, quoique de nature évaluative, ne pourront pas être en position antéposée, pour de simples raisons euphoniques :
Un homme laid / un élève doué / un moteur mou.
Et non pas :
Un laid homme / un doué élève / un mou moteur.

#### Considérations d'ordre stylistique
Une position inhabituelle permet tout d'abord d'attirer l'attention sur l'épithète d'un point de vue acoustique et formel. Cet effet de style permet une mise en relief de l'épithète déplacée : 
Une histoire extraordinaire → une extraordinaire histoire.
L'épithète extraordinaire est habituellement postposée.
Un enfant beau → un bel enfant.
L'épithète beau / bel est habituellement antéposée.

#### Considérations d'ordre sémantique
Une position inhabituelle permet également d'attirer l'attention, non seulement sur la forme, mais aussi sur un sens particulier de l'épithète déplacée.
C'est ainsi que d'une manière générale, une épithète en position habituelle conservera son sens propre, primitif, littéral, tandis qu'en position inhabituelle, cette même épithète se verra affectée d'un sens dérivé, figuré (très souvent métaphorique) et plus abstrait : 
Un appartement sombre / une sombre histoire.
L'épithète sombre habituellement postposée, signifie peu lumineux (sens littéral, concret). En antéposition, elle signifie alors, dramatique et embrouillé (sens métaphorique, abstrait).
Une chemise sale / une sale journée.
L'épithète sale postposée signifie habituellement le contraire de propre (sens littéral, concret). En antéposition, elle signifie alors mauvaise (sens métaphorique, abstrait).
Sa maison propre / sa propre maison.
L'épithète propre postposée signifie habituellement le contraire de sale. En antéposition, il renforce l'adjectif possessif « sa ».
Un petit geste de la main / un geste petit.
L'épithète petit antéposée signifie habituellement de dimensions réduites (sens littéral, concret). En postposition, elle signifie alors mesquin (sens métaphorique, abstrait).
Pour certains adjectifs, cette différence de sens produite par le changement de position de l'épithète se perd parfois lorsque le qualificatif change de fonction : 
Un homme pauvre / un pauvre homme :
C'est-à-dire, un homme qui n'est pas riche / un homme inspirant la pitié. 

Mais la phrase Cet homme est pauvre, sans autre qualificatif pour en changer le sens, signifie uniquement : Cet homme n'est pas riche et non pas Cet homme inspire la pitié.
Pour d'autres adjectifs, la diversité de sens est maintenue, même si le qualificatif change de fonction (dans ce cas le second sens est lexicalisé) : 
Une personne curieuse / une curieuse personne.
C'est-à-dire une personne indiscrète / une personne étrange. 

Par ailleurs, la phrase Cette personne est curieuse peut selon le contexte signifier soit Cette personne est indiscrète, soit Cette personne est étrange.
Si un chapeau blanc signifie bien un chapeau de couleur blanche, par contre un examen blanc ne signifie pas un examen de couleur blanche ! C'est que examen blanc n'est plus un simple groupe, mais une véritable locution, aux composants indissociables. Non seulement l'ordre de ses éléments constitutifs ne pourra être changé, mais si l'on ajoute une épithète (distincte de celle incluse dans la locution) ou bien un complément de nom, aucun de ces ajouts ne pourra interrompre la locution : 
Un redoutable examen blanc de terminale.
Le qualificatif redoutable est épithète, non pas du seul nom examen, mais de la locution examen blanc. De la même façon, le syntagme nominal de terminale est complément non pas du seul nom examen, mais de la locution examen blanc.
De nombreux syntagmes sont en fait des noms composés dans lesquels l'épithète a une place fixée par l'usage (lexicalisation). Dans de tels cas de figure, la place de l'épithète ne peut être modifiée, mais n'a pas à être analysée car celle-ci forme de fait avec son nom noyau, une locution nominale : 
L'Invincible Armada. Des petits pois. Un fin stratège. Le Jugement dernier. Un triste sire. Un jeune homme. Un fin limier. Les années sombres. Un joyeux drille. Un dossier brûlant…

#### Considérations d'ordre syntaxique
Lorsque le nom est en fait le noyau d'une locution nominale, soit accompagné d'un premier qualificatif (antéposé ou postposé), soit accompagné d'un complément de nom (normalement postposé), une épithète ne pourra être placée qu'avant ou après la locution, mais jamais entre les deux éléments.
Par exemple, si nous devons ajouter l'épithète difficile à la locution nominale examen blanc, nous aurons le choix entre deux solutions : 
Un difficile examen blanc / Un examen blanc difficile.
Mais pas : 
Un examen difficile blanc.
Autre exemple, si nous devons ajouter l'épithète gentil à la locution nominale petit enfant, nous aurons le choix entre deux solutions : 
Un gentil petit enfant / Un petit enfant gentil.
Mais pas : 
Un petit gentil enfant.
Lorsque cette locution nominale ou ce syntagme nominal est composé d'un noyau suivi d'un nom complément, l'épithète ne pourra être placée qu'avant ou après, mais jamais entre les deux éléments de la locution ou du syntagme : 
De délicieuses pommes de terre / des pommes de terre délicieuses.
Mais pas : 
Des pommes délicieuses de terre.
On remarquera que l'antéposition (lorsque celle-ci est possible) semble préférable, car elle évite une équivoque quant au nom noyau dont le dernier élément du groupe est l'épithète. En effet, dans l'exemple précédent, « délicieuses pommes de terre » est mieux que pommes de terre délicieuses, ce dernier laissant planer un doute sur ce qui est délicieux (les pommes ou bien la terre ? ).
Un plat délicieux ou Un délicieux plat de spaghettis.
sont préférables à :
Un délicieux plat ou Un plat délicieux de spaghettis.
Inversement, nous savons que l'adjectif grand est habituellement antéposé (ainsi, une grande maison est préférable à une maison grande). Mais si l'on doit ajouter un complément de l'adjectif à cette épithète (par exemple, comme un château), celle-ci devra changer de position : 
Une grande maison / Une maison grande comme un château.
Et non pas : 
Une grande comme un château maison.
Donc, le plus souvent, le complément de l'adjectif impose la postposition de l'épithète, alors que le complément du nom en impose l'antéposition.
Si deux épithètes, conjointes de manière identique, ont le même caractère (objectif ou subjectif, littéral ou figuré, descriptif ou évaluatif…) elles pourront être coordonnées :
Une élégante et coûteuse chemise.
Par exemple, si une chemise blanche est également une chemise élégante, on pourra dire : 
Une élégante chemise blanche ou Une chemise blanche élégante.
Mais pas : 
Une chemise blanche et élégante, ni Une blanche et élégante chemise.
En fait, il y a deux groupes inclus l'un dans l'autre : le groupe inclus étant chemise blanche. Si blanche peut être considéré comme épithète de chemise, élégante en revanche ne le peut pas ; en fait, ce dernier qualificatif est épithète du syntagme nominal chemise blanche. Donc, les deux épithètes ne faisant pas partie du même syntagme, elles ne sauraient être considérées comme parallèles, et de ce fait ne peuvent être coordonnées.
En conclusion, en cas de pluralité d'épithètes d'un même nom, placées du même côté de ce nom, la coordination ne sera possible que si ces différentes épithètes peuvent être ressenties comme des éléments parallèles.

## La fonction apposition
L'adjectif est dit apposé lorsqu'il est disjoint par rapport au nom noyau dont il est satellite (on dit aussi appositif ou mis en apposition). Il est alors séparé de celui-ci par des virgules qui effectuent comme une mise entre parenthèses : 
- Le gros chat tigré guette la souris, immobile et silencieux.
  - Les adjectifs « gros » et « tigré » sont épithètes du nom sujet « chat », tandis que « immobile » et « silencieux » sont des appositions de ce même nom.

- On notera qu'à la différence de l'épithète, qui est obligatoirement conjointe au nom, la place de l'apposition est libre par rapport au nom noyau. Il est d'ailleurs fréquent que l'apposition se trouve en début ou en fin de phrase, c'est-à-dire, très éloignée du noyau :
  - Immobile et silencieux, le gros chat tigré guette la souris.

- Quand l'apposition est placée en début de proposition, elle se rapporte ordinairement au sujet de cette proposition. Mais elle peut également se rapporter à un autre noyau, à condition que ce lien de subordination ne soit pas équivoque :
  - Immobile et silencieux, le gros chat tigré guette la souris, innocente mais prudente.
    - Les qualificatifs « innocente » et « prudente » placés en fin de phrase, parce que féminins, ne peuvent se rapporter au syntagme sujet « le gros chat tigré » qui lui, est du genre masculin. Il est clair par conséquent, que ces deux adjectifs sont des épithètes détachées du nom « souris ».

- Contrairement à l'épithète, l'apposition a une valeur généralisante :
  - Courageux et persévérants, les élèves ont été récompensés.
  - Les élèves courageux et persévérants ont été récompensés.
    - Dans le premier exemple (appositions), tous les élèves sont courageux et persévérants, et tous ont été récompensés : cela équivaut un peu à une proposition subordonnée avec ellipse de son verbe (Parce qu'ils ont été…), complément circonstanciel de cause du verbe « ont été récompensés ». Dans le deuxième exemple (épithètes), seuls les élèves courageux et persévérants, ont été récompensés (mais manifestement, tous ne l'ont pas été).

- Parfois l'apposition perd sa relation avec le nom auquel elle se rapporte initialement, et par contiguïté, devient un satellite du verbe. Elle prend dans ce cas la valeur d'un adverbe de manière et devient souvent invariable : 
  - La neige tombe, drue / La neige tombe drue / La neige tombe dru.

## La fonction attribut
L'adjectif attribut est un satellite, non pas du nom auquel il se rapporte (et avec lequel il s'accorde), mais du verbe. Il peut être attribut du sujet ou bien attribut du complément d'objet.

### Attribut du sujet
Lorsque l'adjectif qualificatif est attribut du sujet, le verbe est nécessairement un verbe d'état (être, sembler, paraitre, devenir…) : 
- Cette rose semble odorante. Vos enfants sont beaux. Les travaux ont été coûteux, longs et pénibles. Elle m'a paru bien fatiguée. Vous avez l'air bien joyeux ! Les soldats ont été faits prisonniers.

- La place normale de l'attribut du sujet est après le verbe noyau. L'inversion de l'attribut du sujet est une figure de style fréquente en poésie :
- Odorantes étaient les roses.
  - L'adjectif « odorantes » est attribut du sujet « roses ».

### Attribut du complément d'objet
Lorsque l'adjectif est attribut du complément d'objet (on peut dire, plus simplement attribut de l'objet), le verbe est nécessairement un verbe transitif : 
- Cette rose, je la trouve odorante.

L'adjectif « odorante » est attribut du C.O.D. « la », mis pour « la rose ».
La place normale de l'attribut de l'objet est après le verbe noyau. L'inversion de l'attribut de l'objet est une autre figure de style fréquente en poésie :
- Cette rose, odorante je la trouve.

L'adjectif qualificatif « odorante » est attribut de l'objet « la ».
Il peut arriver que le complément d'objet et son attribut se suivent. Il convient dans ce cas, d'éviter de confondre l'attribut de l'objet avec une épithète :
- Je trouve cette personne sympathique.

L'adjectif « sympathique » est attribut du C.O.D. « personne ».
- Cette personne sympathique est ma voisine.

L'adjectif « sympathique » est épithète du nom « personne ».

## Satellites du syntagme adjectival
Les satellites d'un syntagme adjectival peuvent être soit des noms, soit des adverbes, soit des propositions.
Un très grand nombre d'adjectifs sont d'origine participiale : participes passés ou participes présents (appelés plus précisément adjectifs verbaux). De tels adjectifs suivent les règles morphologiques et syntaxiques des autres adjectifs, mais en tant que noyaux d'origine verbale, ils sont susceptibles de recevoir des satellites qui habituellement dépendent du verbe (complément d'objet, complément d'agent ou complément circonstanciel, principalement) :
- Pendant mes vacances, j'ai logé dans une authentique chaumière, usée par le temps.

Le participe passé « usée » a valeur d'adjectif, et sa fonction est : apposition du syntagme « authentique chaumière ». Mais en tant que verbe (participe passif, avec auxiliaire « être » sous-entendu), il reçoit un satellite : le syntagme nominal prépositionnel « par le temps » (complément d'agent du verbe « être usée »).
Mis à part ce cas, tout satellite d'un syntagme adjectival a toujours pour fonction d'être complément de l'adjectif (c'est-à-dire, complément du noyau adjectival).
- Le requin pèlerin est inoffensif pour l'homme.
- Le professeur est indulgent avec cet élève.

### Le nom, satellite du syntagme adjectival
Dans un syntagme adjectival, le nom satellite se place habituellement après l'adjectif noyau :
- Une action digne d'éloges.

Dans le syntagme adjectival « digne d'éloges », le syntagme nominal « d'éloges » est complément de l'adjectif noyau « digne ».
Autres exemples d'adjectifs pouvant (ou devant) recevoir un complément :
- Capable de, conforme à, content de, coupable de, désireux de, digne de, enclin à, fier de, généreux envers, habilité à, heureux comme, jaloux de, natif de, plein de, prêt à, satisfait de, solidaire de, susceptible de…

### L'adverbe, satellite du syntagme adjectival
Dans un syntagme adjectival, l'adverbe satellite se place habituellement avant l'adjectif noyau. On dit que l'adverbe modifie ou complète l'adjectif : 
- Il est très gentil.
  - Dans le syntagme adjectival « très gentil », l'adverbe « très » complète l'adjectif noyau « gentil ».

### La proposition subordonnée, satellite du syntagme adjectival
Dans un syntagme adjectival, la proposition subordonnée se place habituellement après le noyau :
- Sa mère est fière qu'il ait réussi.

Dans le syntagme adjectival « fière qu'il ait réussi », la proposition subordonnée « qu'il ait réussi » est complément de l'adjectif noyau « fière ».

## Plan de l'étude
- Généralités sur l'adjectif qualificatif
- Morphologie de l'adjectif en français